# Licenciát teologie
Licenciát teologie (z lat. theologiae licentiatus) je akademický titul, který je v současné době udělován vysokými školami v oblasti teologie (bohosloví). Tento titul obvykle udělují teologické fakulty, přičemž je zkracován jako ThLic. (před jménem). Podmínkou k jeho obdržení je již získaný titul magistr (Mgr.) a další řádné studium, obvykle 2-3leté (něco obdobné, jako bakalář k titulu magistr). Po jeho získání může nositel pokračovat v dalším doktorském studiu (1-2 roky) a získat titul "doktor" (PhD.). Úroveň dosažené kvalifikace je 7 v ISCED (master's degree, tak jako Mgr.), přičemž někdy se obecně, hovorově, tituly získané rigorózním řízením označují jako tzv. malé doktoráty.
Udělování titulu „licenciát teologie“ (resp. i titulu „doktor teologie“) se v Česku řídí zákonem č. 111/1998 Sb., o vysokých školách, ve znění pozdějších předpisů, přičemž jediným licenciátním titulem v Česku je právě „licenciát teologie“. Původně byl ThLic. udělován pouze v oblasti katolické teologie, s účinností od 1. září 2016 bylo omezení udělování tohoto titulu pouze pro oblast katolické teologie zrušeno, od akademického roku 2016/17 tak může být udělován v oblasti teologie obecně, nikoliv pouze katolické, tedy stejně jako ekvivalent ThDr. Udělení titulu je podmíněno jak předchozím složením státní zkoušky, tak obhájením licenciátní práce, v některých případech je udělení spjato i s vyznáním víry před velkým kancléřem fakulty (nebo jeho ekvivalentem), resp. vlastním ordinářem. 
Po řádném ukončení magisterského studijního programu (Mgr. či ThDr.) je rovněž možné pokračovat v dalším studiu – v doktorském studijním programu (8 v ISCED, tzv. velký doktorát), přičemž dnes je již i v této oblasti udělován standardní vědecký titul doktor (Ph.D.) – ten se již uděluje ve všech oblastech (včetně umělecké) i náboženské.
Pokud to umožňuje vnitřní předpis školy, resp. příslušný rigorózní řád, může nositel titulu magistr (Mgr.) případně požádat o to, aby mu byla stejná předložená magisterská (diplomová) práce, či kupř. disertační práce, rovněž uznána i jako rigorózní práce. Rigorózum je ovšem v těchto případech v Česku finančně podmíněno – poplatky s tímto spojené jsou pak příjmem dané vysoké školy.

## Historie
Licenciát je jedním z vyšších akademických gradů, používaný od středověku v mnoha evropských zemích až dodnes. Na středověké univerzitě se licenciát získáním gradu stával členem fakulty, na níž gradus získal a umožňoval mu na univerzitě svobodně vyučovat. Byl předstupněm doktorátu a vzhledem k vysokým nákladům na získání doktorátu se většina učitelů univerzity s tímto gradem spokojila, neboť jim umožňoval totéž co doktorát, s výjimkou profesury.
Tento systém přetrval na všech teologických fakultách, kde se po získání vzdělání ve filosofii (2–3 roky) a teologii (3–4 roky) získává licenciát po dalších dvou letech specializovaného studia.

### Do roku 1953
V uvedené oblasti byl dříve udílen doktorát teologie (ThDr.), a to vedle dalších doktorátů.

### Po roce 1953
Po převzetí moci komunisty byl následně roku 1950 přijat Nejedlého zákon o vysokých školách, který od roku 1953 zrušil tituly a stavovská označení pro nové absolventy a udíleny tak byly pouze profesní označení (např. promovaný právník atp.). Od roku 1966 pak byla provedena určitá reforma.

### Po roce 1990
Po revoluci byly novým vysokoškolským zákonem z roku 1990 tzv. (fakultativní) malé doktoráty zrušeny – ThDr. nebyl udělován, stejně tak ani ThLic. Po absolvování „vysokoškolského studia“ (dnes magisterský studijní program, 7 v ISCED, master's degree) tak byl udělován titul magistra (Mgr.), obdobně jako v jiných zemích. „Postgraduální studium“ (dnes doktorský studijní program, 8 v ISCED, doctor's degree) pak bylo spjato s titulem doktor (Dr.).
Boloňský proces následně sjednotil evropské vysokoškolské vzdělávání. Pro nesouhlas se stavem, kdy nebyly udělovány tzv. (fakultativní) malé doktoráty, byl od přijetí nového vysokoškolského zákona v roce 1998, titul „doktor teologie“ (ThDr.) znovu udělován, a to po dodatečné a zpoplatněné rigorózní zkoušce – jeho udělení tak nepředchází žádné další formální studium. Stejně tak začal být udělován – pouze pro oblast katolické teologie – právě i titul „licenciát teologie“ (ThLic.). Tento stav, kdy se uděluje jak ThLic. (licenciát teologie), ThDr. (doktor teologie), tak Mgr. (magistr), přičemž označují de facto stejnou kvalifikaci (magisterskou úroveň, 7 v ISCED, master's degree), však bývá předmětem kritiky. Rovněž začal být od té doby udělován i postgraduální titul „doktor teologie“ (Th.D.). (Na mnoha univerzitách ve světě je však pro získání titulu ThLic. (či PhLic.) nutné studium v délce obvykle tři roky, pak za další dva či tři možnost získat titul PhD. či event. ThD.) 
Zákon o vysokých školách byl ale nakonec novelizován tak, že ThLic. lze od září 2016 udílet stejně jako ThDr., nikoliv pouze v oblasti katolické teologie. Rovněž do té doby (1998-2016) užívaný postgraduální titul Th.D. (doktor teologie) byl i pro tuto oblast změněn na Ph.D. (doktor).